# Elysia catulus
Elysia catulus (лат.) — вид небольших морских брюхоногих моллюсков из семейства Plakobranchidae подкласса Heterobranchia.
Видовое название catulus означает «кошечка» и происходит от слова лат. cattus, к которому добавлен суффикс -ul (аналог русского -ечка).

## Описание
Elysia catulus вырастает до 6 см в длину. Тело в основном чёрное, но от хлоропластов приобретает зелёный оттенок. На голове три белые полосы, центральная проходит прямо, боковые — по диагоналям мимо глаз. Два или три белых пятна находятся на параподиях.

## Распространение и экология
Elysia catulus питается морскими растениями Zostera и обитает на водорослевых лугах от Новой Шотландии до Южной Каролины.

## Образ жизни
Жизненный цикл очень короткий, менее года. Нерест проходит в июне и июле, взрослые особи умирают вскоре после икрометания. Велигеры являются частью планктона и широко расселяются. После оседания молодь быстро растёт. Это может быть связано с тем, что у них развиваются рожки, которые увеличивают площадь дыхательной и пищеварительной системы, увеличивается скорость метаболизма и, соответственно, рост. Существуют значительные колебания популяции, это может быть связано, например, с прибытием личинок из другой местности. Молодые особи находятся в безопасности, заворачиваясь в листья водных растений. Взрослые особи питаются плоскими листьями. Питаясь, Elysia catulus прокалывает листья радулой и всасывает клеточный сок.